# ملت‌های سلتی

پراکندگی زبان های سلتی: گائلیک اسکاتلندی در اسکاتلند (رنگ آبی). زبان ایرلندی در جزیره ایرلند (رنگ سبز). زبان ولزی در وِیلز (رنگ سُرخ). زبان مَنکس که در جزیره مَن پراکنده هست(رنگ طلایی). زبان کورنوالی در جنوب غرب جزیره بریتانیا(رنگ زرد). زبان برتون در شمال غرب فرانسه(رنگ سیاه)

پراکندگی زبانی-فرهنگی-نژادی مردم سلتیک.

ملت‌های سِلتی یا مردمان سِلتیک سرزمین‌ها یا قلمروهایی در بخشهای شمالی و غربیِ اروپا هستند که زبان‌های سلتی یا برخی از ویژگی‌های فرهنگیِ پیشینِ خود را حفظ کرده‌اند.

## ملت‌ها
این ملت‌ها شاملِ برتانی (Breizh)، کورنوال (Kernow)، ولز (Cymru)، اسکاتلند (Alba)، جزیره ایرلند (Éire) و جزیره من (Mannin). هستند و لزوماً کشور مستقل هم نیستند.
ملتهای سلت در شمالِ غربیِ شبه‌جزیره ایبری، گالیسیا، شمال پرتغال و آستوریاس نیز گاهی بپاسِ فرهنگ و تاریخشان در این گروه آورده شده‌اند اما در دوران‌های جدید، گویشی به زبان‌های سلتی در آنجا ثبت نشده است.

## خوانشِ بیشتر
- O'Neill, Tom (March 2006). "The Celtic Realm". National Geographic (magazine). Retrieved July 30, 2013.